# Un chien de ma chienne
Un chien de ma chienne (The Canine Mutiny) est le 20e épisode de la saison 8 de la série télévisée d'animation Les Simpson.

## Synopsis
Après s'être procuré une carte de crédit au nom de son chien Petit Papa Noël, Bart achète un autre chien dénommé Laddie. Celui-ci est beaucoup plus obéissant que Petit Papa Noël et Bart délaisse vite ce dernier. Le jour où des recouvreurs de dettes arrivent pour récupérer les achats de Bart, il déclare que le chien qu'il a acheté est Petit Papa Noël afin que les huissiers l'emportent. Pris de remords, Bart se met à sa recherche, jusqu'à le retrouver dans la maison d'un aveugle. Il appelle d'abord son chien mais abandonne, et, le soir venu, kidnappe Petit Papa Noël (appelé Jet D'eau par son nouveau maître). Ce dernier appelle la police, mais entre-temps rend le chien à Bart. La police arrive et Laddie, qui appartient maintenant à la Police de Springfield, saute sur l'aveugle, qui n'était finalement qu'un fumeur de Marijuana, ce qu'il nie en disant que c'est médicinal. Bart s'en va accompagné de son chien, laissant le Chef Wiggum avec le suspect aveugle.